# World Wide Adventure
World Wide Adventure（略称：WWA）はブラウザ上で実行される、Javaアプレットを使ったインターネット指向型RPGの一種。ユーザーがマップ・キャラクターを作り、改造することを容易にするための専用ソフトウェアが存在する。
Javaのサポート終了とともにプレイできる環境が限定的になっていたが、WWAのクリエイターを中心とする有志によりWWAのゲームをHTML5対応にするプロジェクトWWA Wingが発足し、2015年4月にJavaScriptで実装された初版がリリースされた。これにより、2010年代以降のPC・タブレット・スマートフォン等の機器でWWAのゲームがプレイ可能となった。
2018年12月20日には、WWAのゲームを詰め合わせたNintendo Switch用ソフト『WWA COLLECTION』がPLiCyより発売され、以降シリーズ化している（後述）。

## 特徴
専用のマップ作成ツールで、誰でもゲームを作り、自らのホームページに公開できることが特徴である。具体的にはマップ作成ツールで自作のマップをバイナリデータに変換して、Javaアプレットが配置されたウェブページをブラウザでアクセスことでプレイできる。Javaアプレットを利用するため、ブラウザ以外のプラグインを必要としない。
WWAの作者NAOの手によりFantasy Island、Cave Dungeon、Battle Arenaといったマップが公式サイトで公開され、うちBattle Arenaはオンラインで爆弾を投げ合うマルチプレイヤーゲームである。サンプルマップ、マップ作成ツールのほか、公式サイトではユーザーマップ（WWAの作者以外が作成したマップ）のリンク集が公開されており、時代劇風RPGなど多数のマップがプレイできる。
WWA内でゲートを使えば、他のWWAへリンクさせることができる。
ゲーム内で使う画像は主人公、ステータス欄、背景、アイテムなどを含め、すべて自由に変更できる。

## インターフェース
ソフトがHTMLファイルを自動生成した場合、灰色の背景(#A0A0A0)で、中央にマップがあるレイアウトになる。
画面の大きさは560px×440pxで、画面の左側440px部分が、メインとなるマップ画面で、右側120px部分は、ステータス、アイテムボックスなどで構成されたメニュー画面である。マップの一画面は、40px×40pxのパーツが、縦に11、横に11ずつ集まって出来ている（外枠のかかった境界部分を除けば9x9）。そして、マップ作成時の最も左上の地点を、X=0、Y=0の地点とし、全てのパーツは、X、Yの座標で表される。また、プレイヤーが、マップの端まで移動すると、画面が切り替わる。製作時には、マップの大きさは101x101であるが、Ver3.10以降は拡張により151x151、201x201…と、最大1001x1001まで作成可能。ステータスは、4個の枠が縦に並んでおり、上から、生命力、攻撃力、防御力、所持金の順に並んでいる。アイテムボックスは、ステータスの下にあり、縦3個×横4個の12個並んでいる。最も左上のボックスを1番とし、右へ2番3番…と続き、最も右下のボックスを12番とする。なお、生命力の上限は、初期設定で決められる（後述のマクロ文を使えば、ゲーム中においても変更できる）。生命力が0になった時点でゲームオーバーとなり、初期設定で入力したゲームオーバー座標にジャンプする。
主人公は、カーソルキーの移動させたい方向のキーを押すか、マウスを移動したい方向に向けクリックすることで移動する。
他の操作に対応するキーは以下の通り。斜字はマウスでの操作
- 戦闘時の戦闘結果（ダメージ数）予測 - F1、M、右側のBattle Reportをクリック[3]
  - Ver3.02以降はMキーも可[3]。右側のBattle ReportはWWA Wing版のみの機能。
- 移動速度の切り替え - F2、P、I、無し[1]
  - F2、Pは高速移動と標準速度移動の切り替え。Ver3.1以降ではIで低速移動に切り替えることができる[1]。
- 復帰用のパスワード入力 - F3、右側のPasswordをクリック
  - Passwordはデータを一時保存した後には表示されなくなる。その場合はQuick Loadをクリックした後、Noを選ぶ（WWA Wingでは2回Noを選ぶ）とパスワードを入力できる。
- 復帰用パスワード表示 - F4、右側のQuick Saveをクリック後、Noを選択
- 一時保存用データの読み込み - F5、右側のQuick Loadをクリック[3]
- データの一時保存 - F6、右側のQuick Saveをクリック[3]
  - Javaアプレット版では一時保存データが1つで、ページを移動するとデータが消滅する。WWA Wingでは一時保存データが4つ、オートセーブデータが4つあり、ページを移動してもデータが消滅しない。Passwordの場合はどちらのバージョンでも、製作者が元のデータを更新しない限り使い続けることができる。
- ゲームをはじめからやり直す - F7、右側のRestartGameをクリック[3]
- WWA公式ページにリンク - F8、右側のGoto WWAをクリック
  - WWA Wing版では右側のGoto WWAが表示されなくなり、キーボード操作のみ利用できる。
- 描画モードの切り替え - F9、G、無し
  - WWA Wing版では廃止されている。
- ショートカットキー一覧の表示 - F12、右側のステータス部分をクリック[3]
- リンクを別ウィンドウで開く - L、無し
- Yesを選択 - Enter、Y、Yesボタンをクリック[3]
- Noを選択 - Esc、N、Noボタンをクリック[3]
- 12個のアイテムボックスに対応 - 1、2、3、Q、W、E、A、S、D、Z、X、C、各アイテムボックスをクリック
- メッセージ画面のクリア - Enter、スペース、Esc、メッセージをクリック

## マップ作成ツール
最初に公開されたときはWWAのシステムがシェアウェアとして扱われ、WWAで遊ぶ場合と作成ツールおよび素材の提供を受ける場合とで2種類の値段がつけられていたが、1998年末までにフリーウェアに変更された。以降2009年12月のVer3.10まで更新が続けられ、2015年にソースコードが公開された。
マップ作成ツールでは起動とともにメインウィンドウ、物体キャラクター選択ウィンドウ、背景キャラクター選択ウィンドウが表示される。メインウィンドウ上部のコンソールバーに表示される背景設置、物体設置といった操作を選んだ後、キャラクター、橋、柵、道路といった物体パーツか背景パーツをキャラクター選択ウィンドウから選び、配置したい場所をクリックする形でマップを作成する。

### パーツ
ゲーム中のメッセージ、モンスター、アイテム、背景などはパーツの設定変更によって決定できる。このパーツは背景パーツ、物体パーツに分けられ、それぞれパーツ番号0、1…のように番号が割り振られている。背景・物体ともにパーツ番号0は編集できず、ほかのパーツを消去するときに配置するものとして使用される。背景パーツは道、壁、ジャンプゲート（指定された座標へワープ）、URLゲート（指定されたページへリンク）の4種類があり、物体パーツはモンスター、アイテムなど13種類ある。
パーツには画像を1つ指定する必要があり、物体パーツは2つ目の画像を指定することでアニメーションさせることができる。
1つのWWAで作れる物体パーツと背景パーツはそれぞれ最大200種類だったが、Ver3.10以降では拡張により50ずつ、最大4000種類まで拡張できる。
Ver3.10からは描画方式が変更され、全画面描画になった。これにより、動く物体パーツにモーションが与えられた。

### イベント
WWAにおけるイベントとは、そのパーツに触れることによって、予め指定した位置にパーツを出現させたり、劇のように人物を動かすようなものである。
WWAは他のRPG製作ソフトと違い変数の概念が存在しないが、実装が困難とされるコマンドバトルや自作戦闘等を製作しているサイトもある。このほか、Ver3.10から実装された拡張クラスを使用することで変数を実装できる。
パーツに触れることによって次に進む道を出現させるなど、フラグとしての役割を持たせることもできる。
また、主人公を通常物体で隠すなどして、主人公の居ない劇イベントなどを起こすことができる。

### マクロ文
マクロ文とは、Ver3.00から実装された機能であり、メッセージの部分に$から始まる特定の文（例：$save=1）を記述することで、通常の機能ではできない設定ができる。設定できる内容はHP最大値、主人公画像、セーブ禁止・許可の切り替えなどがあり、Ver3.10では追加のマクロ文が実装された。

### システムメッセージ
システムメッセージはゲーム中で使用される基本メッセージを指し、アイテムを使用する際に表示されるメッセージ、ゲームスタート時に効果音の読み込みを確認するメッセージなどが存在する。このメッセージは変更でき、各メッセージにBLANKと入力すると表示されなくなる。効果音の読み込み確認メッセージの場合はON（OFF）を指定すると、確認メッセージを出さずに読み込みの設定ができる。

## 戦闘システム
戦闘はプレーヤー、相手（モンスター）、プレーヤー、相手（モンスター）の順で交互に攻撃し、先に生命力が0になった方が敗北となる。戦闘で受けるダメージとプレーヤーが相手に与えるダメージは、ランダムではなく、同じ条件での戦闘は必ず同じ結果となる。
戦闘時のダメージ計算方法は以下の通り。 
- 1回の攻撃でモンスターに与えられるダメージ = プレーヤーの攻撃力－モンスターの防御力。計算結果が0未満の場合は0とする
- 1回の攻撃でプレーヤーが受けるダメージ = モンスターの攻撃力－プレーヤーの防御力。計算結果が0未満の場合は0とする
- ただし、両方とも0の場合はプレーヤーによる攻撃の後、戦闘が中止される。

プレーヤーの攻撃力を越える防御力を持ったモンスターが画面上にいるときに、「戦闘結果の予測」をした場合は「攻撃無効」と表示される。Ver2.94以前ではプレイヤーの攻撃が効かない場合は「相手の防御能力が高すぎる!」と表示され攻撃を止めるが、Ver3.00以降では両者の攻撃が効かない場合を除き戦闘が続く。

## 拡張クラス
Ver3.10から実装された拡張クラスにより、WWAのプログラムにユーザーの手による独自の仕様を追加できるようになった。

## WWA Wing
Javaのサポート終了とともにプレイできる環境が限定的になっていたが、WWAのクリエイターを中心とする有志によりWWAのゲームをHTML5対応にするプロジェクトWWA Wingが発足し、2015年4月にJavaScriptで実装された初版がリリースされた。ソースコードはMIT Licenseで、マニュアルはクリエイティブ・コモンズ 表示 4.0 国際 ライセンスで提供されている。

## WWA COLLECTION
WWA COLLECTIONは、World Wide Adventureのゲームを収録したNintendo Switch用オムニバスソフトのシリーズ。1作目『WWA COLLECTION』は2018年12月20日に、2作目『WWA COLLECTION 2』は2019年12月19日に、それぞれPLiCyより発売された。
1作目には合計45タイトル、2作目には合計42タイトルを収録している。
Nintendo Switchへの移植にあたり、UIやシステムの最適化、難易度調整、チュートリアル機能の搭載を行っている。また、2作目では中断セーブ・オートセーブ機能や作品別のオンライランキング機能が搭載されている。